# Гэйл, Сидни
Сидни Юджин Гэйл (англ. Sydney Eugene Gale, 1893, Британская Гвиана — 23 сентября 1950, Лэнсинг) — канадский шахматист. Участник нескольких чемпионатов Канады. Чемпион Канады 1920 г. (разделил 1—2 места с Дж. Харви и выиграл дополнительный матч). Бронзовый призер чемпионата Канады 1924 г. (тройка призеров — чемпион Дж. Моррисон и серебряный призер М. Фокс — значительно оторвалась от преследователей). Трехкратный чемпион Торонто.
Также известен тем, что принимал участие в сеансах одновременной игры с часами против А. А. Алехина (будущего и действующего чемпиона мира). В 1924 г. партия закончилась вничью. В 1932 г. Гэйлу удалось одержать победу.

## Спортивные результаты
| Год  | Город     | Соревнование                                                | +  | − | = | Результат | Место |
| ---- | --------- | ----------------------------------------------------------- | -- | - | - | --------- | ----- |
| 1913 | Виннипег  | Чемпионат Канады                                            |    |   |   |           | [ 2 ] |
|      |           | Матч по телеграфу Монреаль — Торонто (против Э. Мак-Артура) | 1  | 0 | 0 | 1 из 1    |       |
| 1920 | Торонто   | Чемпионат Канады                                            |    |   |   |           | 1—2   |
| 1924 | Гамильтон | Чемпионат Канады                                            | 12 | 3 | 0 | 12 из 15  | 3     |